# Zamek (powieść)

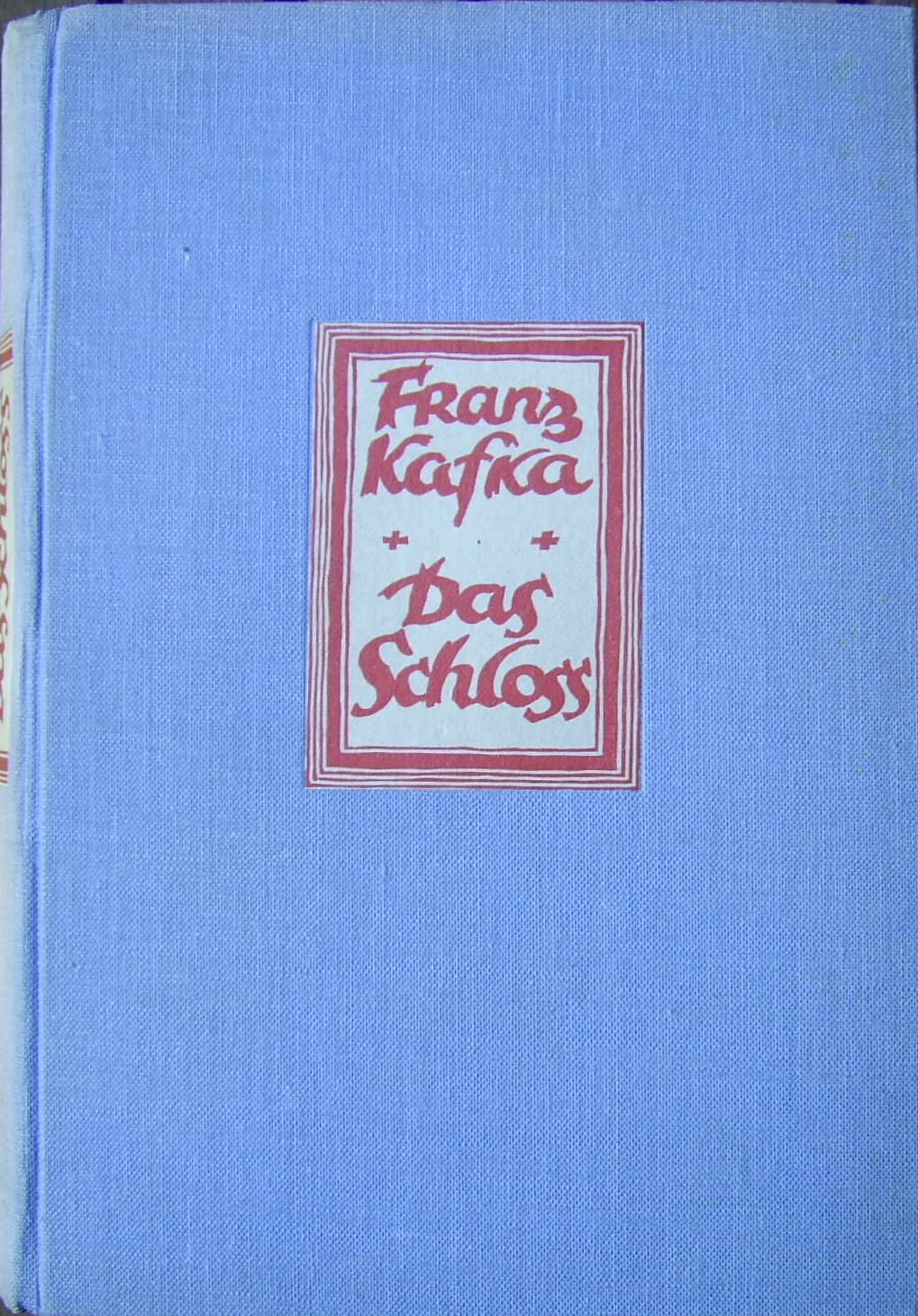
Pierwsze wydanie z 1926 (Kurt Wolff Verlag)

Zamek (Das Schloß) – powieść Franza Kafki, ostatnia część tzw. Trylogii samotności (Zaginiony (Ameryka), Proces, Zamek). Prace nad nią Kafka rozpoczął w 1922 roku, ale dzieło to, podobnie jak Zaginiony i Proces, nie zostało dokończone. Treść ostatniego rozdziału Kafka przekazał podobno Maxowi Brodowi (ten przynajmniej tak twierdził), Brod był również osobą, która po śmierci Kafki po raz pierwszy wydała Zamek.

## Treść
Głównym bohaterem powieści jest tajemniczy K., o którym niewiele możemy dowiedzieć się z samego tekstu. Przybywa nie wiadomo skąd do nieznanej wioski, by tam podjąć pracę geometry; nie znajduje jednak zrozumienia wśród miejscowej ludności. K. jest obcy we wsi i nie zna reguł postępowania jej mieszkańców. Wkrótce orientuje się, że nic we wsi nie może się stać bez zgody władcy zamku, kontrolującego życie wsi przy pomocy urzędników. Podstawowym wątkiem dzieła są starania K., by dostać się do unoszącego się nad wioską tytułowego zamku w celu uzyskania zezwolenia na osiedlenie się w wiosce, co okazuje się zadaniem niemalże niewykonalnym.

## Znaczenie
Powieść tę uważa się za najtrudniejszy do odszyfrowania utwór Kafki. Niektórzy badacze są nawet zdania, że jego zinterpretowanie nie jest możliwe, bo tak chciał sam autor, pisząc to dzieło. Całą lawinę interpretacji wprawił w ruch Max Brod swoim posłowiem do pierwszego wydania Zamku, w którym wysunął tezę, iż Proces miałby jakoby ilustrować karę Boską, a Zamek jego łaskę.